# Kärnkraft i Japan

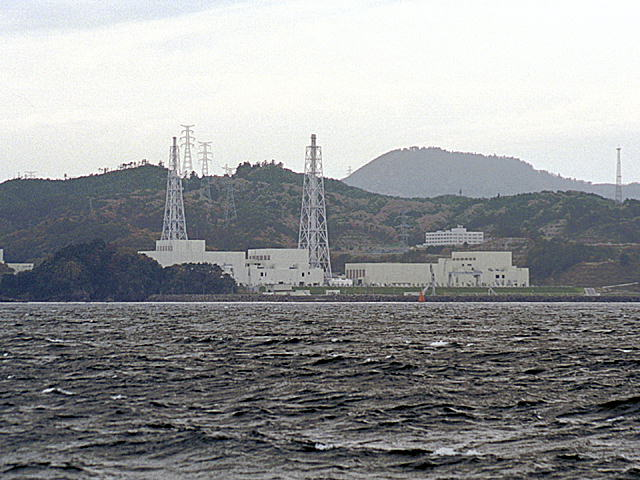
Onagawa kärnkraftverk.

Japan har haft ett program för kärnkraft sedan 1954. Efter oljekrisen på 1970-talet började Japan liksom Sverige bygga ut kärnkraft i snabbare takt främst för att minska ett oljeberoende och försurande utsläpp. Under åren har det japanska regeringskansliet med jämna mellanrum presenterat vitböcker om sin energipolitik. Utveckling och genomförande har inte varit problemfritt. Kärnkraftsfrågan har en särskild dimension i Japan och motstånd hos allmänheten och misstroende har fått näring av olika incidenter. 
År 2003 antogs The Basic Energy Policy Law, enligt vilken ytterligare tio nya reaktorer skulle byggas fram till 2020. 
År 2011 hade Japan närmare 60 reaktorer i drift som stod för cirka en tredjedel av landets elproduktion. Japan var därmed världens tredje största producent av kärnkraftsel. Allt detta förändrades radikalt i och med Fukushima-olyckan i mars 2011. 
Efter Fukushima-olyckan stängdes successivt alla reaktorer i Japan, och den gamla tillsynsmyndigheten avvecklades och ersattes 2012 med den nybildade NRA - National Regulatority Authority. Nya kärnkraftregler trädde i kraft 2013, vilka har bidragit till att närmare hälften av landets reaktorer är eller kommer att avvecklas. I december 2024 är 14 reaktorer i drift, medan ytterligare 13 planerar eller genomgår ombyggnader för att kunna återstarta senare.

## Elproduktion per energislag i Japan 2000-2019
Diagrammet visar elproduktionen i Japan 2000–2019 uppdelat efter energikälla. Fram till Fukushimaolyckan 2011 var kärnkraftens andel av elproduktionen cirka en tredjedel, men i samband med olyckan stängdes samtliga reaktorer. Nya kärnkraftregler togs fram som trädde i kraft i juli 2013, och med början 2015 har reaktorer återstartats efter att ha gjort olika åtgärder för att uppfylla de nya kärnkraftsreglerna.
Elproduktion TWh/årÅr0200400600800100012002000200320062009201220152018Förnybart (exkl vattenkraft)VattenkraftKärnkraftNaturgasOljaKol

## Historik
Japan startade sitt program för kärnenergi 1954. Lagen Atomic Energy Basic Law inskränkte programmet till att omfatta enbart fredliga ändamål.
Japans första kärnreaktor var av typen magnox, gaskyld och grafitmodererad, och var i drift mellan 1966 och 1998 vid Tōkai kärnkraftverk. Efterföljande reaktorer har till en dominerande del varit av BWR-typ och ABWR, medan ett mindre antal varit av PWR-typ.
Ett mindre antal test- och prototyp-reaktorer av olika typer har byggts. 1986 påbörjades uppförandet av Monju kärnkraftverk som var av typen bridreaktor. Den hade första anslutning mot nät i augusti 1995, men drabbades kort därefter av bland annat en brand som gjorde att reaktorn aldrig kom i reguljär drift. I december 2017 beslutades slutgiltigt att stänga och riva reaktorn. Samtliga reaktorer är kustförlagda och utnyttjar havsvatten för kondensorkylningen.

## Upparbetning
Japan skickade fram till 1998 det mesta av sitt använda kärnbränsle till England och Frankrike för upparbetning. Sedan 1999 stannar det använda bränslet i Japan för egen upparbetning. År 2009 skedde den första laddningen med MOX-bränsle från upparbetningen gjord utomlands i Genkai reaktor 3, och MOX-bränsle används sedan 2022 även i Ikata 3 och Takahama 3 and 4.
1993 började bygget av en egen upparbetningsanläggning i Rokkasho i första hand för framställning av MOX-bränsle som planerades stå färdig 1997. Projektet har dock blivit försenat flera gånger och upparbetningsanläggningen beräknas stå färdig 2022[Uppdatering behövs] och produktionsanläggningen för MOX-bränslet 2024.

## Fusionskraft
Japan är en av deltagande parter i det internationella fullskalesamarbetet kring anläggningen ITER.

## Kärnkraftslägen
1. Fugen, 1 Tungvatten BWR
2. Fukushima I, 6 BWR
3. Fukushima II, 4 BWR
4. Genkai, 4 PWR
5. Hamaoka, 4 BWR + 1 ABWR
6. Higashidōri, 1 BWR
7. Ikata, 3 PWR
8. Kashiwazaki-Kariwa, 5 BWR + 2 ABWR
9. Mihama, 3 PWR
10. Monju, 1 bridreaktor
11. Ōi, 4 PWR
12. Ōma, 1 ABWR
13. Onagawa, 3 BWR
14. Sendai, 2 PWR
15. Shika, 1 BWR + 1 ABWR
16. Shimane, 2 BWR + 1 ABWR
17. Takahama, 4 PWR
18. Tōkai, 1 BWR
19. Tomari, 2 PWR
20. Tsuruga, 1 BWR +1 PWR

## Översikt reaktorer i Japan
I tabellen nedan återfinns en uppräkning av samtliga reaktorer i Japan, undantaget några mindre forsknings- och prototyp-reaktorer.
Många av reaktorerna i Japan är av typerna BWR-3/4/5 eller ABWR, som är olika generationer av kokvattenreaktorer konstruerade av General Electric. Ett antal reaktorer är tryckvattenreaktorer, där några konstruerats av Westinghouse (WH) medan de flesta är konstruerade av Mitsubishi (M). Tryckvattenreaktorer kännetecknas bland annat av hur många reaktorkylkretsar ("loopar") reaktorn har, där 2 loopar är en "liten" reaktor, 3 loopar är det vanligaste och 4 loopar är en "stor" reaktor.
Tabellen anger byggstart, "första fasning" som är första gången anläggningen levererar ström till yttre nät, samt "kommersiell drift" som är när reaktorn har genomgått provdrift och lämnats över från leverantörern till beställaren.
Fukushima-olyckan i mars 2011 var en dramatisk händelse i Japan som medförde att samtliga reaktorer successivt stängdes. Nya kärnkraftsregler infördes i juli 2013, och därefter fick samtliga verk lämna in ansökan om "Permission for change in reactor installation" som innehöll en beskrivning av hur kraftverksägaren avsåg att uppfylla kraven i de nya reglerna. När myndigheten godkänt ansökan vidtas åtgärder för att utföra och implementera dessa större eller mindre anläggningsändringar och därefter återstarta anläggningen.
I december 2024 hade 14 reaktorer genomfört hela processen och återstartat. Ett antal reaktorer har fått sin ansökan godkänd, men har ännu inte fullföljt planerade ändringar, och för vissa reaktorer pågår alltjämt granskning av ansökan. Ett antal reaktorer har ännu inte ansökt om licens vilket kan tyda på svårigheter att man mer än 10 år efter införandet av de nya reglerna ännu inte presenterat en plan för hur de ska uppfyllas. För ytterligare ett antal reaktorer har beslut tagits om nedläggning då det av olika orsaker skulle bli svårt eller alltför kostsamt att uppgradera till de nya kraven.
| Kod | Färg    | Beskrivning                        | Antal (2025-06-25)   |
| --- | ------- | ---------------------------------- | -------------------- |
| 0   | Grå     | Stängning beslutad                 | 23 (+1 stängd 1998)  |
| 1   | Orange  | Ansökan om licens ej insänd        | 8                    |
| 2   | Gul     | Ansökan om licens under granskning | 9 (varav 2 nybyggen) |
| 3   | Ljusröd | Ansökan om licens underkänd        | 1                    |
| 4   | Grön    | Licens godkänd                     | 3                    |
| 5   | Blå     | Återstartad                        | 14                   |

| TEPCO    | Fukushima I eller Fukushima Daiichi |           |             |      |            |            |            |            |            |            |            |
| TEPCO    | Fukushima I eller Fukushima Daiichi | 1F1       | BWR-3       | 439  | 1967-07-25 | 1970-11-17 | 1971-03-26 |            |            |            | 2011-05-19 |
| TEPCO    | Fukushima I eller Fukushima Daiichi | 1F2       | BWR-4       | 760  | 1969-06-09 | 1973-12-24 | 1974-07-18 |            |            |            | 2011-05-19 |
| TEPCO    | Fukushima I eller Fukushima Daiichi | 1F3       | BWR-4       | 760  | 1970-12-28 | 1974-10-26 | 1976-03-27 |            |            |            | 2011-05-19 |
| TEPCO    | Fukushima I eller Fukushima Daiichi | 1F4       | BWR-4       | 760  | 1973-02-12 | 1978-02-24 | 1978-10-12 |            |            |            | 2011-05-19 |
| TEPCO    | Fukushima I eller Fukushima Daiichi | 1F5       | BWR-4       | 760  | 1972-05-22 | 1977-09-22 | 1978-04-18 |            |            |            | 2013-12-17 |
| TEPCO    | Fukushima I eller Fukushima Daiichi | 1F6       | BWR-5       | 1067 | 1973-10-26 | 1979-05-04 | 1979-10-24 |            |            |            | 2013-12-17 |
| TEPCO    | Fukushima II eller Fukushima Daini  |           |             |      |            |            |            |            |            |            |            |
| TEPCO    | Fukushima II eller Fukushima Daini  | 2F1       | BWR-5       | 1067 | 1976-03-16 | 1981-07-31 | 1982-04-20 |            |            |            | 2019-09-30 |
| TEPCO    | Fukushima II eller Fukushima Daini  | 2F2       | BWR-5       | 1067 | 1979-05-25 | 1983-06-23 | 1984-02-03 |            |            |            | 2019-09-30 |
| TEPCO    | Fukushima II eller Fukushima Daini  | 2F3       | BWR-5       | 1067 | 1981-03-23 | 1984-12-14 | 1985-06-21 |            |            |            | 2019-09-30 |
| TEPCO    | Fukushima II eller Fukushima Daini  | 2F4       | BWR-5       | 1067 | 1981-05-28 | 1986-12-17 | 1987-08-25 |            |            |            | 2019-09-30 |
| Kyushu   | Genkai                              |           |             |      |            |            |            |            |            |            |            |
| Kyushu   | Genkai                              | 1         | M (2-loop)  | 529  | 1971-09-15 | 1975-02-14 | 1975-10-15 |            |            |            | 2015-04-27 |
| Kyushu   | Genkai                              | 2         | M (2-loop)  | 529  | 1977-02-01 | 1980-06-03 | 1981-03-30 |            |            |            | 2019-04-09 |
| Kyushu   | Genkai                              | 3         | M (4-loop)  | 1127 | 1988-06-01 | 1993-06-15 | 1994-03-18 | 2013-07-12 | 2017-01-18 | 2018-03-23 |            |
| Kyushu   | Genkai                              | 4         | M (4-loop)  | 1127 | 1992-07-15 | 1996-11-12 | 1997-07-25 | 2013-07-12 | 2017-01-18 | 2018-06-16 |            |
| Chubu    | Hamaoka                             |           |             |      |            |            |            |            |            |            |            |
| Chubu    | Hamaoka                             | 1         | BWR-4       | 516  | 1971-06-10 | 1974-08-13 | 1976-03-17 |            |            |            | 2009-01-30 |
| Chubu    | Hamaoka                             | 2         | BWR-4       | 814  | 1974-06-14 | 1978-05-04 | 1978-11-29 |            |            |            | 2009-01-30 |
| Chubu    | Hamaoka                             | 3         | BWR-5       | 1056 | 1983-04-18 | 1987-01-20 | 1987-08-28 | 2015-06-16 |            |            |            |
| Chubu    | Hamaoka                             | 4         | BWR-5       | 1092 | 1989-10-13 | 1993-01-27 | 1993-09-03 | 2015-01-26 |            |            |            |
| Chubu    | Hamaoka                             | 5         | ABWR        | 1325 | 2000-07-12 | 2004-04-30 | 2005-01-18 |            |            |            |            |
| Tohoku   | Higashi Dori                        |           |             |      |            |            |            |            |            |            |            |
| Tohoku   | Higashi Dori                        | 1         | BWR-5       | 1067 | 2000-11-07 | 2005-03-09 | 2005-12-08 | 2014-06-10 |            |            |            |
| Shikoku  | Ikata                               |           |             |      |            |            |            |            |            |            |            |
| Shikoku  | Ikata                               | 1         | M (2-loop)  | 538  | 1973-09-01 | 1977-02-17 | 1977-09-30 |            |            |            | 2016-05-10 |
| Shikoku  | Ikata                               | 2         | M (2-loop)  | 538  | 1978-08-01 | 1981-08-19 | 1982-03-19 |            |            |            | 2018-05-23 |
| Shikoku  | Ikata                               | 3         | M (3-loop)  | 846  | 1990-10-01 | 1994-03-29 | 1994-12-15 | 2013-07-08 | 2015-07-15 | 2016-08-12 |            |
| TEPCO    | Kashiwazaki Kariwa                  |           |             |      |            |            |            |            |            |            |            |
| TEPCO    | Kashiwazaki Kariwa                  | 1         | BWR-5       | 1067 | 1980-06-05 | 1985-02-13 | 1985-09-18 |            |            |            |            |
| TEPCO    | Kashiwazaki Kariwa                  | 2         | BWR-5       | 1067 | 1985-11-18 | 1990-02-08 | 1990-09-28 |            |            |            |            |
| TEPCO    | Kashiwazaki Kariwa                  | 3         | BWR-5       | 1067 | 1989-03-07 | 1992-12-08 | 1993-08-11 |            |            |            |            |
| TEPCO    | Kashiwazaki Kariwa                  | 4         | BWR-5       | 1067 | 1990-03-05 | 1993-12-21 | 1994-08-11 |            |            |            |            |
| TEPCO    | Kashiwazaki Kariwa                  | 5         | BWR-5       | 1067 | 1985-06-20 | 1989-09-12 | 1990-04-10 |            |            |            |            |
| TEPCO    | Kashiwazaki Kariwa                  | 6         | ABWR        | 1315 | 1992-11-03 | 1996-01-29 | 1996-11-07 | 2013-09-27 | 2017-12-27 |            |            |
| TEPCO    | Kashiwazaki Kariwa                  | 7         | ABWR        | 1315 | 1993-07-01 | 1996-12-17 | 1997-07-02 | 2013-09-27 | 2017-12-27 |            |            |
| Kansai   | Mihama                              |           |             |      |            |            |            |            |            |            |            |
| Kansai   | Mihama                              | 1         | WH (2-loop) | 320  | 1967-02-01 | 1970-08-08 | 1970-11-28 |            |            |            | 2015-04-27 |
| Kansai   | Mihama                              | 2         | M (2-loop)  | 470  | 1968-05-29 | 1972-04-21 | 1972-07-25 |            |            |            | 2015-04-27 |
| Kansai   | Mihama                              | 3         | M (3-loop)  | 780  | 1972-08-07 | 1976-02-19 | 1976-12-01 | 2015-03-17 | 2016-10-05 | 2021-06-23 |            |
| Kansai   | Ohi                                 |           |             |      |            |            |            |            |            |            |            |
| Kansai   | Ohi                                 | 1         | WH (4-loop) | 1120 | 1972-10-26 | 1977-12-23 | 1979-03-27 |            |            |            | 2018-03-01 |
| Kansai   | Ohi                                 | 2         | WH (4-loop) | 1120 | 1972-12-08 | 1978-10-11 | 1979-12-05 |            |            |            | 2018-03-01 |
| Kansai   | Ohi                                 | 3         | M (4-loop)  | 1127 | 1987-10-03 | 1991-06-07 | 1991-12-18 | 2013-07-08 | 2017-05-24 | 2018-03-14 |            |
| Kansai   | Ohi                                 | 4         | M (4-loop)  | 1127 | 1988-06-13 | 1992-06-19 | 1993-02-02 | 2013-07-08 | 2017-05-24 | 2018-05-09 |            |
| J-power  | Oma                                 |           |             |      |            |            |            |            |            |            |            |
| J-power  | Oma                                 | 1         | ABWR        | 1328 | 2010-05-07 |            |            | 2014-12-16 |            |            |            |
| Tohoku   | Onagawa                             |           |             |      |            |            |            |            |            |            |            |
| Tohoku   | Onagawa                             | 1         | BWR-4       | 498  | 1980-07-08 | 1983-11-18 | 1984-06-01 |            |            |            | 2018-12-21 |
| Tohoku   | Onagawa                             | 2         | BWR-5       | 796  | 1991-04-12 | 1994-12-23 | 1995-07-28 | 2013-12-27 | 2020-02-26 | 2024-10-29 |            |
| Tohoku   | Onagawa                             | 3         | BWR-5       | 796  | 1998-01-23 | 2001-05-30 | 2002-01-30 |            |            |            |            |
| Kyushu   | Sendai                              |           |             |      |            |            |            |            |            |            |            |
| Kyushu   | Sendai                              | 1         | M (3-loop)  | 846  | 1979-12-15 | 1983-09-16 | 1984-07-04 | 2013-07-08 | 2014-09-10 | 2015-08-11 |            |
| Kyushu   | Sendai                              | 2         | M (3-loop)  | 846  | 1981-10-12 | 1985-04-05 | 1985-11-28 | 2013-07-08 | 2014-09-10 | 2015-10-15 |            |
| Hokuriku | Shika                               |           |             |      |            |            |            |            |            |            |            |
| Hokuriku | Shika                               | 1         | BWR-5       | 505  | 1989-07-01 | 1993-01-12 | 1993-07-30 |            |            |            |            |
| Hokuriku | Shika                               | 2         | ABWR        | 1108 | 2001-08-20 | 2005-07-04 | 2006-03-15 | 2014-08-12 |            |            |            |
| Chugoku  | Shimane                             |           |             |      |            |            |            |            |            |            |            |
| Chugoku  | Shimane                             | 1         | BWR-3       | 439  | 1970-07-02 | 1973-12-02 | 1974-03-29 |            |            |            | 2015-04-30 |
| Chugoku  | Shimane                             | 2         | BWR-5       | 789  | 1985-02-02 | 1988-07-11 | 1989-02-10 | 2013-12-25 | 2021-09-15 | 2024-12-07 |            |
| Chugoku  | Shimane                             | 3         | ABWR        | 1325 | 2006-10-24 |            |            | 2018-08-10 |            |            |            |
| Kansai   | Takahama                            |           |             |      |            |            |            |            |            |            |            |
| Kansai   | Takahama                            | 1         | M (3-loop)  | 780  | 1970-04-25 | 1974-03-27 | 1974-11-14 | 2015-03-17 | 2016-04-20 | 2023-07-28 |            |
| Kansai   | Takahama                            | 2         | M (3-loop)  | 780  | 1971-03-09 | 1975-01-17 | 1975-11-14 | 2015-03-17 | 2016-04-20 | 2023-09-15 |            |
| Kansai   | Takahama                            | 3         | M (3-loop)  | 830  | 1980-12-12 | 1984-05-09 | 1985-01-17 | 2013-07-08 | 2015-02-12 | 2016-01-29 |            |
| Kansai   | Takahama                            | 4         | M (3-loop)  | 830  | 1981-03-19 | 1984-11-01 | 1985-06-05 | 2013-07-08 | 2015-02-12 | 2016-02-26 |            |
| JAPC     | Tokai                               |           |             |      |            |            |            |            |            |            |            |
| JAPC     | Tokai                               | 1         | MAGNOX      | 159  | 1961-03-01 | 1965-11-10 | 1966-07-25 |            |            |            | 1998-03-31 |
| JAPC     | Tokai                               | 2 (Daini) | BWR-5       | 1056 | 1973-10-03 | 1978-03-13 | 1978-11-28 | 2014-05-20 | 2018-09-26 |            |            |
| Hokkaido | Tomari                              |           |             |      |            |            |            |            |            |            |            |
| Hokkaido | Tomari                              | 1         | M (2-loop)  | 550  | 1985-04-18 | 1988-12-06 | 1989-06-22 | 2013-07-08 |            |            |            |
| Hokkaido | Tomari                              | 2         | M (2-loop)  | 550  | 1985-06-13 | 1990-08-27 | 1991-04-12 | 2013-07-08 |            |            |            |
| Hokkaido | Tomari                              | 3         | M (3-loop)  | 866  | 2004-11-18 | 2009-03-20 | 2009-12-22 | 2013-07-08 |            |            |            |
| JAPC     | Tsuruga                             |           |             |      |            |            |            |            |            |            |            |
| JAPC     | Tsuruga                             | 1         | BWR-2       | 341  | 1966-11-24 | 1969-11-16 | 1970-03-14 |            |            |            | 2015-04-27 |
| JAPC     | Tsuruga                             | 2         | M (4-loop)  | 1115 | 1982-11-06 | 1986-06-19 | 1987-02-17 | 2015-11-05 | 2024-11-13 |            |            |

## Incidenter
Den nu allt överskuggande incidenten är Fukushima-olyckan. Som en snabb följd av jordbävningen vid Tōhoku 2011 och den förödande tsunamin med kylsystemens haveri vid Fukushima I kärnkraftverket den 11 mars 2011, proklamerade myndigheterna ett nukleärt nödläge. Detta är första gången ett sådant undantagstillstånd har deklarerats i Japan och 140 000 bosatta inom 20 km avstånd från anläggningen evakuerats. Mängden utsläppta radionuklider är osäker och strålningsnivåerna har tidvis varit höga i och kring reaktorhallarna, varför krisläge fortfarande råder. Haverierna har bland annat gjort tre reaktorer obrukbara.
- Kärnkraftsolyckan i Tokaimura